# 3月31日
3月31日是公历一年中的第90天（闰年第91天），离全年的结束还有275天。

## 大事記

### 19世紀以前
- 1146年：法国修道院院长圣伯尔纳铎于弗泽莱当地发表演讲，并且向出席的国王路易七世等人宣扬发动第二次十字军东征的必要性。
- 1492年：西班牙天主教双王伊莎贝拉一世和费尔南多二世颁布法令，驱逐信奉犹太教的犹太人。

### 19世紀
- 1814年：第六次反法同盟占領巴黎。
- 1854年：美國海軍將領馬修·培里與日本江戶幕府簽署《神奈川條約》，日本鎖國體制崩解。
- 1885年：法國海軍中將孤拔攻佔台灣的澎湖列島，澎湖之役結束。
- 1889年：法國工程師古斯塔夫·艾菲爾設計的艾菲爾鐵塔在巴黎世界博覽會會場落成。

### 20世紀
- 1904年：日俄戰爭：俄羅斯遠東艦隊在海參崴全軍覆滅。
- 1917年：丹麥政府以2,500萬美金將丹屬西印度群島出售給美國，成為今日的美屬維京群島。
- 1920年：李大釗發起北京大學馬克思學說研究會。
- 1927年：重庆发生三·三一惨案。
- 1937年：中共中央對張國燾的錯誤做出決定。
- 1942年：中華民國和美國簽訂《五億美元借款協定》。
- 1953年：瑞典人道格·哈馬紹當選聯合國秘書長。
- 1954年：越南游擊隊將法軍主力包圍在奠邊府。
- 1959年：西藏藏傳佛教領袖第十四世達賴喇嘛在流亡兩週後，抵達印度阿魯納查邦的達旺寺。
- 1964年：巴西武裝部隊發動軍事政變推翻總統若昂·古拉特，開啟為期21年的軍人獨裁統治。
- 1964年：香港各界人士在政府大球場歡送總督柏立基。
- 1971年：越戰中美萊大屠殺主犯，美軍中尉威廉·凱利（英语：William Calley）被美國佐治亞州軍事法庭以殺害平民的罪名判處終身監禁。
- 1979年：埃及總統薩達特和以色列總理貝京簽署大衛營協議，結束戰爭狀態，同時，阿拉伯世界紛紛與埃及斷交。
- 1984年：香港島銅鑼灣伊利莎伯大廈揭發花槽藏屍案。
- 1986年：墨西哥航空940号班机在从墨西哥城起飞后不久失控坠毁，导致机上167人全部遇难。
- 1992年：美国海军最后一艘战列舰密苏里号战列舰在加利福尼亚州长滩宣告除役。
- 1993年：中國第八屆全國人民代表大會第一次會議通過《中華人民共和國澳門特別行政區基本法》。
- 1994年：中國浙江省千島湖上載有臺灣遊客的遊輪遭到歹徒搶劫並燒船，造成32人死亡。
- 1996年：鳳凰衛視創立。
- 1997年：荔園結業。
- 1998年：威而鋼正式投放市場。
- 2000年：香港警務處邊界警區半軍事化的快速應變部隊成立，成為專業部門接替香港回歸前由駐港英軍負責的香港邊境禁區巡邏等任務。

### 21世紀
- 2001年：世嘉停止了Dreamcast的业务，退出了游戏主机市场，并改组为纯第三方游戏发行商。
- 2002年：台灣北部地區發生大地震，造成當時建造中的台北101的吊塔倒塌，多人傷亡。
- 2006年：存放於美國加州史丹福大學胡佛研究所的部份蔣介石日記正式對外公開。
- 2008年：香港九巴在天慈邨旁的露天停車場有10輛雙層巴士起火。
- 2012年：位于中国湖南省吉首市，渝湘高速公路上的桥梁矮寨大桥正式建成通车，成为世界上最长的跨峡谷悬索桥。
- 2015年：臺灣臺北捷運淡水信義線信義松德站決定廢止此站的設站計劃。
- 2016年：法國發生了不眠之夜佔領運動，且在數日內擴散到比利時、德國及西班牙。
- 2019年：中國人民解放軍軍機越過臺灣海峽中線[1]。

## 出生
- 250年：君士坦提乌斯一世，西羅馬帝國皇帝。（306年逝世）
- 867年：唐昭宗李曄，唐朝皇帝。（904年逝世）
- 1504年：古魯安加德，錫克教大師。（1552年逝世）
- 1519年：亨利二世，法國瓦盧瓦王朝國王。（1559年逝世）
- 1536年：足利義輝，日本室町幕府第13代征夷大將軍。（1565年逝世）
- 1596年：勒内·笛卡尔，法国数学家，哲学家。（1650年逝世）
- 1685年：约翰·塞巴斯蒂安·巴赫，德國巴洛克時期作曲家、音樂家。（1750年逝世）
- 1718年：瑪麗安娜·維多利亞，葡萄牙王后。（1781年逝世）
- 1730年：艾蒂安·貝祖，法國數學家。（1783年逝世）
- 1732年：约瑟夫·海顿，奥地利音乐家。（1809年逝世）
- 1778年：康拉德·雅各·特明克，荷蘭貴族、動物學家。（1858年逝世）
- 1811年：罗伯特·威廉·本生，德国化学家。（1899年逝世）
- 1850年：查爾斯·都利特·沃爾科特，美國地質學家、古生物學家。（1927年逝世）
- 1865年：阿南迪巴伊·喬希，印度最早的女医生之一。（1887年逝世）
- 1873年：芳賀鍬五郎，日本園藝家。（1931年逝世）
- 1890年：威廉·勞倫斯·布拉格，英國物理學家。（1971年逝世）
- 1906年：朝永振一郎，日本物理學家，1965年諾貝爾物理學獎得主。（1979年逝世）
- 1927年：愛德華·馬丁內斯-索馬洛，西班牙籍天主教司鐸級樞機。（2021年逝世）
- 1934年：李察·張伯倫，美國男演員、歌手。（2025年逝世）
- 1936年：毒蝮三太夫，日本演員、落語家、廣播節目主持人。
- 1937年：克洛德·阿萊格爾，法國政治人物、科學家。（2025年逝世）
- 1937年：西德·艾哈邁德·加扎利，阿爾及利亞政治人物，前任阿爾及利亞總理。（2025年逝世）
- 1938年：野村道子，日本女性聲優。
- 1939年：卡爾-海恩茲·舒萊寧加，德國職業足球運動員。（2024年逝世）
- 1941年：費斯·利奇，澳大利亞女子自由式運動員。（2013年逝世）
- 1943年：克里斯多夫·華肯，美国演員。
- 1945年：艾德文·卡特姆，美國計算機科學家。
- 1946年：尹清楓，台灣海軍上校。（1993年逝世）
- 1947年：卓懋祺，南非陸軍軍官
- 1948年：雷婭·珀爾曼，美國女演員。
- 1948年：艾爾·高爾，美國政治人物，第45任美國副總統，2007年諾貝爾和平獎得主。
- 1950年：哈尔达尔·纳格，印度诗人。
- 1951年：萊娜·瑟德貝里，瑞典女性模特兒。
- 1956年：賈尼斯·歐丹，美國數學家。（2021年逝世）
- 1957年：潘維剛，台灣政治人物，前立法委員。
- 1957年：鍾樹根，香港政界人物。
- 1960年：魏安，英國語言學家。（2025年逝世）
- 1961年：鄭怡，台灣女歌手、主持人。
- 1961年：科琳娜·科特斯，丹麥裔美國計算機科學家。
- 1962年：斯托克頓·拉什，美國企業家，海洋之門聯合創始人兼執行長。（2023年逝世）
- 1964年：黃貫中，香港搖滾樂隊Beyond結他手。
- 1964年：葉歡，台灣演員。
- 1968年：謝婉雯，感染SARS逝世的香港女醫生。（2003年逝世）
- 1968年：杨澜，中國電視節目主持人。
- 1971年：伊万·迈克格雷戈，蘇格蘭演员、歌手、冒險家。
- 1971年：趙學而，香港歌手。
- 1972年：，美國企業家，Twitter的創立者之一。
- 1978年：彭康育，台湾演员、歌手、组合5566前成員。
- 1978年：亞歷山大·道格拉斯-漢密爾頓，蘇格蘭貴族，第十六代漢密爾頓公爵。
- 1979年：盧弘喆，韓國節目主持人。
- 1980年：王建民，台灣職業棒球運動員、教練
- 1980年：坂本真綾，日本女性聲優。
- 1981年：新谷良子，日本女性聲優。
- 1982年：林晶恩，韓國女演員。
- 1982年：趙婷，中國導演、製片人、編劇。
- 1982年：布萊恩·泰瑞·亨利，美國男演員。
- 1983年：傑夫·馬席斯，美國棒球選手。
- 1984年：房思瑜，台灣女演員。
- 1984年：傑克·安多夫，美國男歌手、詞曲作家、音樂製作人。
- 1984年：達米爾·米凱奇，塞爾維亞男子射擊運動員
- 1985年：張睿家，台灣男演員。
- 1985年：黃若薇，台灣新聞主播。
- 1985年：李俊錫，韓國企業家、政治人物。
- 1985年：謝茜嘉·蘇佐，美國模特兒、演員。
- 1986年：鄭禮騫，香港足球選手。
- 1986年：安宰弘，韓國男演員。
- 1987年：尹鈞相，韓國男演員。
- 1989年：黃梓育，台灣棒球選手。
- 1990年：方容國，韓國男子偶像團體B.A.P前隊長。
- 1990年：廖子妤，馬來西亞模特兒、演員。
- 1993年：李玉璽，台灣男演員、歌手。
- 1994年：曹志鹏，中國籃球運動員。
- 1994年：西尾夕香，日本女性聲優。
- 1996年：陳星旭，中國男演員。
- 1997年：具俊會，韓國男子偶像團體iKON成員。
- 1997年：阿都拉迪夫·羅姆利，馬來西亞帕奧會田徑運動員。
- 1998年：明里紬，日本AV女優、寫真偶像。
- 2005年：永瀨安奈，日本女性聲優。

## 逝世
- 528年：魏孝明帝元詡，北魏皇帝。（510年出生）
- 1028年：李太祖李公蘊，大瞿越皇帝。（974年出生）
- 1340年：伊凡一世，莫斯科大公。（1288年出生）
- 1547年：弗朗索瓦一世，法蘭西國王。（1494年出生）
- 1631年：約翰·多恩，英國詩人。（1572年出生）
- 1816年：法蘭西斯·亞斯理，循道衛理宗在美國設立的教會的兩位首任會督之一。（1745年出生）
- 1837年：約翰·康斯特勃，英國風景畫畫家。（1776年出生）
- 1850年：约翰·卡德威尔·卡尔霍恩，美國政治人物，第7任美國副總統。（1782年出生）
- 1855年：夏綠蒂·勃朗特，英国小说家。（1816年出生）
- 1869年：卡甸，通靈術的發表者。（1804年出生）
- 1913年：約翰·皮爾龐特·摩根，美國金融家、銀行家。（1837年出生）
- 1917年：埃米尔·阿道夫·冯·贝林，德國醫學家、細菌學家、血清學家，1901年諾貝爾生理學或醫學獎得主。（1854年出生）
- 1920年：保羅·巴赫曼，德國數學家。（1837年出生）
- 1927年：康有为，中國政治家、思想家。（1858年出生）
- 1927年：漆南薰，中國近代革命家、馬克思主義經濟學家。（1892年出生）
- 1935年：钱壮飞，中國共產黨著名間諜、中國電影明星黎莉莉之父（1895年出生）
- 1972年：米娜·古馬利，印度女演員和女詩人（1933年出生）
- 1980年：傑西·歐文斯，非裔美國田徑運動員和民權運動領袖，現代奧林匹克史上最偉大的運動員之一（1913年出生）
- 1988年：威廉·麥克馬洪，澳大利亞律師、政治人物，第20任澳大利亞總理（1908年出生）
- 1997年：萊曼·史匹哲，美國理論物理學家、天文學家。（1914年出生）
- 2005年：特麗·夏沃，美國植物人。（1963年出生）
- 2008年：哈茲卡·奧斯穆斯卡，波蘭古生物學家。（1930年出生）
- 2009年：勞爾·阿方辛，阿根廷律師、政治人物，前任阿根廷總統。（1927年出生）
- 2010年：狄娜，香港女演員，企業家。（1945年出生）
- 2013年：里坡，中国影视演员、配音演员。（1928年出生）
- 2014年：艾琳·費南德斯，馬來西亞社會工作者。（1946年出生）
- 2015年：藤原可可亞，日本漫畫家，代表作《妖狐×僕SS》。（1983年出生）
- 2016年：漢斯-迪特里希·根舍，德國政治人物。（1927年出生）
- 2016年：楊鐮，中國元代文學學者、新疆歷史文化學者、探險家、作家。（1947年出生）
- 2016年：，英國建筑師。（1950年出生）
- 2017年：吉爾伯特·貝克，美國藝術家、政治人物。（1951年出生）
- 2022年：格奧尔基·阿塔纳索夫，保加利亞政治人物、保加利亞共產黨領導人，曾任保加利亞部長會議主席。（1933年出生）
- 2023年：萬海峰，中國人民解放軍上將。（1920年出生）
- 2025年：張濟元，韓國政治人物，曾任韓國國會議員。（1967年出生）

## 节假日和习俗
- 世界备份日[2]
- 國際跨性別現身日
- 馬爾他：自由日
- 在加拿大、印度、香港、澳門及日本等國家或地區，財政年度（會計年度）從昨年4月1日起，至本年3月31日為止。